# 大橋理枝
大橋 理枝 （おおはし りえ、1970年 - ）は日本のコミュニケーション学者・言語学者。放送大学教授。
専門は異文化間コミュニケーション。特に日米におけるコミュニケーション方法の相異に関する研究。学位は、Ph.D. (Communication)（ミシガン州立大学・2000年）。
国際行動学会所属。国際交流基金「日本語能力試験改善に関する検討会」委員。

## 経歴
京都府生まれ・東京都育ち。桐朋女子高等学校普通科を1989年3月に卒業。東京大学文学部英語英米文学科を1992年に卒業。
ミシガン州立大学コミュニケーション学科博士課程修了、Ph.D.（2000年）。東京大学大学院総合文化研究科言語情報科学専攻博士課程を2001年に単位取得満期退学。
放送大学教養学部において2001年助教授・2007年准教授・2020年教授に昇格。

## 人物
- 小学生時にアメリカ合衆国メリーランド州ボルチモアに1980年8月から1年間ほど居住（居住中に、ジョン・レノンがニューヨーク市にて殺害される）[1]。
- 10代からファゴットを演奏している[2]。

## 著書
- 『英語II('03)-The Book of Tea-』（放送大学教育振興会、2003年）

### 共編著
- 『英語 Ⅳ -Cultural Crossroads』 2003 斎藤兆史共著 放送大学教育振興会 2003.3
- 『外国語教育Ⅱ ― 外国語の学習、教授、評価のためのヨーロッパ共通参照枠』吉島茂共訳共編 朝日出版社 2004
- 『英語基礎A』 2005 大石和欣共著 放送大学教育振興会 2005.3
- 『コミュニケーション論序説』根橋玲子共著 放送大学 2007.4
- 『英語講読('08)』成田篤彦共著 放送大学教育振興会 2008.3
- 『英語の基本('08)』斎藤兆史共著 放送大学教育振興会 2008.3
- 『ことばと情報』杉浦克己共編著 放送大学教育振興会 2009.3
- 『基礎からの英文法('09)』大石和欣共編著 放送大学振興会 2009
- 『日本語からたどる文化』ダニエル・ロング共編著 放送大学振興会 2011
- 『英語圏の言語と文化』井口篤共編著 放送大学振興会 2011
- 『英語で描いた日本』Jon Brokering　共著　放送大学振興会　2015
- 『日本語とコミュニケーション』滝浦真人共著　放送大学振興会　2015
- 『英語で読む科学』井口篤共編著 放送大学振興会 2015
- 『音を追究する』佐藤仁美共編著 放送大学振興会 2016
- 『英語事始め』佐藤良明共編著. 放送大学教育振興会, 2017
- 『耳から学ぶ英語』佐藤良明共編著. 放送大学教育振興会, 2018
- 『コミュニケーション学入門』根橋玲子共編著. 放送大学教育振興会, 2019.3
- 『英語で「道」を語る』斎藤兆史共著 放送大学教育振興会 2021.3
- 『グローバル時代の英語』宮本陽一郎・コリンズ・クリスティ共著. 放送大学教育振興会, 2022.3
- 『多文化共生のコミュニケーション』根橋玲子共編著. 放送大学教育振興会, 2024.3
- 『シン・ビートルズ de 英文法』佐藤良明・中野学而共著. 放送大学教育振興会, 2025.3
- 『英語で発信する日本文化』斎藤兆史共著 放送大学教育振興会 2026.3